# Adalbert de Vogüé
Adalbert de Vogüé OSB (* 2. Dezember 1924 in Paris; † um 14. Oktober 2011 bei La Pierre-Qui-Vire) war Mönch der französischen Abtei Sainte-Marie de la Pierre-Qui-Vire; er forschte und publizierte ausführlich über die Benediktusregel und die Geschichte des Mönchtums.

## Familie
Adalbert de Vogüé entstammte dem alten französischen Adelsgeschlecht der Grafen von Vogüé. Er war eines von fünf Kindern aus der Ehe des Bankiers Melchior de Vogüé (1893–1965) und der Baronin Geneviève Brincard (1898–1974), einer Enkelin des Gründers der Bank Crédit Lyonnais, Henri Germain.

## Leben
Im Jahr 1944 trat er in die Abtei La Pierre-Qui-Vire in Burgund ein. 1959 wurde er in Paris zum Doktor der Theologie promoviert. Anschließend wirkte er als Professor für monastische Studien an der Abtei Pierre-Qui-Vire und (seit 1969) am Päpstlichen Athenaeum Sant’Anselmo, der Ordenshochschule der Benediktiner in Rom.
Adalbert de Vogüé lebte seit 1974 in einer Einsiedelei in der Nähe von La Pierre-Qui-Vire, kehrte aber bis 1977 regelmäßig nach Rom zurück, wo er Vorlesungen hielt und zahlreiche Dissertationen betreute. Seine Nachfolgerin war die deutsche Benediktinerin Äquinata Böckmann. Von 1989 bis 1997 unterrichtete er Wahlfächer in Sant’Anselmo und nahm an internationalen Tagungen teil.
Sein Leichnam wurde nach neuntägiger Suche 2 km vom Kloster entfernt am 21. Oktober 2011 aufgefunden. Er starb eines natürlichen Todes.

## Wirken
Die Forschungsschwerpunkte von Adalbert de Vogüé waren die Anfänge des christlichen Mönchtums und seine Entwicklung in der lateinischen sowie der griechischen Kirche.
Er publizierte zahlreiche Werke in mehreren Sprachen, darunter wissenschaftliche Auseinandersetzungen mit dem Text und der Kommentierung der Benediktusregel, der Magisterregel und der Dialoge von Gregor dem Großen. Seine These, dass die Benediktsregel jünger sein muss als die des Magisters, wird inzwischen allseits anerkannt.

## Werke (Auswahl)
französisch
- Histoire littéraire du mouvement monastique dans l’antiquité, le monachisme latin à l’aube du Moyen Âge (650–830), Éditions du Cerf, Paris 2008.
- Le monachisme latin: la Gaule franque et l’Espagne wisigothique (VIe siècle–VIIIe siècle), Paris 2007.
- Le monachisme latin: Grégoire de Tours et Fortunat – Grégoire le Grand et Colomban, Paris 2006.
- Le monachisme latin: De Césaire d’Arles à Grégoire de Tours, Paris 2005.
- Le monachisme latin: De la vie des Pères du Jura aux œuvres de Césaire d’Arles (500–542), Paris 2003.
- Le monachisme latin: L’essor de la littérature lérinienne et les érits contemporains (410–500), Paris 2003.
- Le monachisme latin: Les derniers écrits de Jérôme et Jean Cassien, Paris 2002.
- Le monachisme latin: De l’épitaphe de sainte Paule à la consécration de Démétriade (404–414), Paris 1998.
- La Règle de saint Benoît, commentaire doctrinal et spirituel, Éditions du Cerf, Paris 1977.
- Aimer le jeûne, l’expérience monastique, Éditions du Cerf, Paris 1988.
- Saint Benoît, homme de Dieu, Éditions ouvrières, Paris 1993.

deutsch
- Die Regula Benedicti. Theologisch-spiritueller Kommentar (= Regulae Benedicti Studia. Suppl. 16). Gerstenberg Verlag, Hildesheim 1983, ISBN 3-8067-0916-5 (Originaltitel: La règle de Saint Benoît.).
- Benedikt von Nursia. Ein Lebensbild (= Große Gestalten des Glaubens). Verlag Neue Stadt, München / Zürich / Wien 2006, ISBN 978-3-87996-681-3 (Originaltitel: Saint Benoît.).